# Ctenoplusia caledonica
Ctenoplusia caledonica là một loài bướm đêm trong họ Noctuidae.